# Distretto di Karshi
Il distretto di Karshi (usbeco Qarshi) è uno dei 13 distretti della Regione di Kashkadarya, in Uzbekistan. Il capoluogo è Beshkent.